# بهترین دوست انسان (آلبوم سابرینا کارپنتر)
بهترین دوست انسان (انگلیسی: Man's Best Friend) هفتمین آلبوم استودیویی خوانندهٔ آمریکایی، سابرینا کارپنتر، است که قرار است در تاریخ ۲۹ اوت ۲۰۲۵ از طریق آیلند رکوردز منتشر شود. تک‌آهنگ آغازین این آلبوم با عنوان «من‌چایلد» در ایرلند، بریتانیا و ایالات متحده به رتبهٔ اول جدول‌های موسیقی رسید. این قطعه توسط کارپنتر و جک آنتونوف تهیه شده است؛ آنتونوف همچنین آلبوم قبلی کارپنتر، مختصر و مفید (۲۰۲۴)، را نیز به‌طور مشترک تهیه کرده بود.
تصویر روی جلد آلبوم جنجال و توجه رسانه‌ای قابل‌توجهی به دنبال داشت. برخی آن را به دلیل جذابیت برای نگاه مردان و به زعم آن‌ها آسیب‌رسان برای زنان مورد انتقاد قرار دادند. در مقابل، گروهی دیگر این جلد را نوعی طنز و چالشی علیه انتظارات زن‌ستیزانه از رفتار جنسی زنان تفسیر کردند.

## زمینه
در سال ۲۰۲۴، سابرینا کارپنتر با ششمین آلبوم استودیویی خود، مختصر و مفید، به موفقیت تجاری بزرگی دست یافت و این آلبوم برای اولین بار در جایگاه نخست جدول بیلبورد ۲۰۰ قرار گرفت. این آلبوم همچنین در جوایز گرمی ۲۰۲۵ چندین نامزدی دریافت کرد و جایزه گرمی بهترین آلبوم آواز پاپ را به دست آورد؛ تک‌آهنگ اصلی آن، «اسپرسو»، نیز جایزه گرمی بهترین اجرای پاپ تک‌نفره را کسب کرد.
در ۱۱ ژوئن ۲۰۲۵، کمتر از یک سال پس از انتشار آلبوم مختصر و مفید، کارپنتر در یک پخش زنده در اینستاگرام به آلبوم بعدی خود اشاره کرد. او در این پخش زنده در حال ورق زدن مجموعه‌ای از صفحه‌های موسیقی هنرمندانی چون دانا سامر، آبا و دالی پارتن بود تا اینکه به صفحهٔ خودش رسید. در همان روز اعلام شد که بهترین دوست انسان در ۲۹ اوت منتشر خواهد شد.

## تصویر روی جلد آلبوم
تصویر روی جلد آلبوم، کارپنتر را در حالی که با یک لباس کوتاه مشکی و کفش پاشنه‌بلند روی دست‌ها و زانوهایش ژست گرفته نشان می‌دهد، در حالی که یک فرد ناشناس، که از کادر تصویر بریده شده، موهای او را در دست گرفته است. تصویر تبلیغاتی دیگری نیز یک سگ را نشان می‌دهد که نام آلبوم روی قلاده‌اش نوشته شده است.
این تصویر جنجال‌ساز شد و برخی کاربران در شبکه‌های اجتماعی آن را مورد انتقاد قرار دادند. برخی آن را توهین‌آمیز و جذاب برای نگاه مردان به شکلی آسیب‌رسان برای زنان دانستند. سازمان خیریهٔ «گلسگو ویدمنز اِید»، که از قربانیان خشونت خانگی حمایت می‌کند، این تصویر را «پس‌رَو» و «تسلیم شدن به نگاه مردانه و ترویج کلیشه‌های زن‌ستیزانه» با «عنصری از خشونت و کنترل» توصیف کرد. کوبا شاند-باپتیست از نشریهٔ آی پِیپر نوشت: «در بهترین حالت، جلد آلبوم کارپنتر نمونهٔ بدی از طنز است. این تصویر برای کسانی که معتقدند زنان فرودست هستند، تحریک‌کننده است.» آرْوا مهدوی از گاردین نیز گفت که این جلد «نه ظریف است و نه مثبت در زمینهٔ مسائل جنسی، بلکه صرفاً پورن نرم برای جلب نگاه مردانه است» و مفهوم گرفتن موها را بی‌ملاحظه دانست.
در مقابل، برخی این جلد را نوعی طنز و راهی برای به چالش کشیدن «انتظارات زن‌ستیزانه از زنان» و آغاز گفت‌وگویی دربارهٔ خواسته‌های جنسی زنان دانستند. آدریان هورتون از گاردین معتقد بود که کارپنتر «به وضوح در سنت مدونا از تحریک جنسی به منظور تحریک و تمسخر کلیشه‌ها و تعصبات مردم با صراحتی جذاب عمل می‌کند.» دومینیک سیسلی از نشریهٔ دیزد نوشت: «اینکه یک تصویر در اینترنتی پر از پورنوگرافی سخت، جایی که مردان می‌توانند به راحتی دیپ‌فیک بسازند یا با استفاده از هوش مصنوعی دنیایی از وحشت خلق کنند، این‌قدر تأثیرگذار تلقی شود، کمی غیرواقعی به نظر می‌رسد.» جسیکا کلارک از مامامیا معتقد بود که جلد و عنوان آلبوم در کنار هم پیامی دربارهٔ استفادهٔ تحقیرآمیز از واژهٔ «بیچ» (bitch) در فرهنگ عامه دارند و افزود: «او نه در حال تقویت شیءانگاری، بلکه در حال به سخره گرفتن آن است [...] این یک شوخی بزرگ است و کارپنتر نه سوژهٔ آن، بلکه اجراکنندهٔ آن است.» هلن کافی از ایندیپندنت باور داشت که منتقدان این جلد «تقریباً هیچ‌چیز دربارهٔ کارپنتر، موسیقی او یا بِرندش نمی‌دانند.» اما اسپکتر از وگ این جنجال را نتیجهٔ «جامعه‌ای به شدت متعصب» دانست. تیلور کرامپتون از تایم نیز این نظر را تأیید کرد و گفت: «دیگر کسی رابطهٔ جنسی ندارد» و نتیجه گرفت که «کارپنتر مشکل نیست. مشکل، فقدان ارگاسم ماست.» کارلی سایمون، که آلبوم سال ۱۹۷۵ او Playing Possum، جنجال مشابهی به دنبال داشت، از این جلد دفاع کرد و گفت: «به نظرم خیلی ملایم است. جلدهای بسیار پرزرق‌وبرق‌تری از این وجود داشته‌اند. [...] نمی‌دانم چرا او این‌قدر مورد انتقاد قرار گرفته است.»
کارپنتر در ۲۵ ژوئن ۲۰۲۵ به این جنجال پاسخ داد و نسخه‌های جایگزین جلد آلبوم را برای پیش‌خرید منتشر کرد. او به شوخی این آثار جایگزین را «تأییدشده توسط خدا» نامید. این تصاویر او را در لباسی رسمی در یک رویداد، در حالی که بازوی یک مرد کت‌وشلوارپوش را گرفته و به خارج از کادر نگاه می‌کند، نشان می‌دهند.